# 九子天魔
《九子天魔》（英語：The Nine Demons）是1984年张彻执导，倪匡编剧，程天赐、鹿峰等人出演的一部香港電影，该电影主要讲述一个用九子母天魔报仇的人的故事。该作并未得到预期的票房。

## 劇情簡介
武林由干庄来统领，但是后来干庄主以及其部下却被副总管阴秀杀害。
之后干庄主的总管的儿子左奇活了下来，并不巧的遁入了魔道，而后他为了报仇，于是决定使用邪术九子天魔。
虽说他用这样东西让他报仇成功，但是使用这样东西却必须要不断的食用血液，随后他因此而不得不杀了很多人。
随后在干庄复兴后，又有人对此有了恶念，于是左奇用了这种邪术击败了那些人，同时他也死于邪术……

## 演员
- 程天赐
- 裴德云
- 茅敬顺
- 王筠
- 王力
- 武强生
- 王国辉
- 王圻生
- 刘若幼
- 张复建
- 刘引商
- 丁华宠
- 徐中菲
- 李中一
- 王德
- 徐中菲
- 江生
- 鹿峰
- 余太平
- 王菲
- 王德胜

## 职员表
- 編 劇：倪匡
- 策 劃：楊蘇
- 攝 影：林國仁
- 剪 輯：林善良
- 爆 破：曹初忠
- 特 技：林遇枝
- 布 景：鄒志良
- 美 術：顧寧遠
- 服 裝：黃榮
- 道 具：尚智
- 化 妝：程玉鳳
- 音 樂：黃茂山
- 對 白：李娟
- 效 果：王世立
- 錄 音：高富國
- 武術指導：鹿峯、江生、程天賜
- 聯合導演：江生、鹿峯
- 監製/導演：張徹

## 相關連結
- 豆瓣电影上《九子天魔》的資料 （简体中文）
- 互联网电影数据库（IMDb）上《九子天魔》的资料（英文）